# DEFA 550
DEFA 550は、フランスのDEFA社製のリヴォルヴァーカノン式30mm航空機関砲。DEFAの変遷に伴い、GIAT、Nexterと製造元が変遷しているが、名称はDEFAを冠し続けている。

## 開発
1940年代末、最初の型であるDEFA 551が開発された。これは、より小型のアメリカ合衆国のM39や、概ね同クラスのイギリスのADEN 30mm機関砲と同様に、ドイツで開発されていたが生産段階には入らなかった試作機関砲マウザーMG 213を元にしたものであった。その後、1954年に生産型となったDEFA 552、1968年に開発された改良型DEFA 553機関砲、1971年にその生産型を経て、DEFA 554に至る。
DEFA 554は、薬室に3発を同時に装弾するシステムとなり、従来の2発よりも発射速度が向上している。

## サブタイプ
DEFA 552（550-F2A/F2B）
1954年に実用化され、ミラージュIII、ミラージュ5、ミラージュ50に搭載された。
DEFA 553（550-F3）
ミラージュF1に搭載された。基本構造は同じだが、やや大型化し耐久性が改善されている。
DEFA 554（550-F4）
ミラージュ2000に搭載された。

## 採用機

### フランス
ダッソーの機体に採用されることが多く、上記の他ウーラガン、ミステール、エタンダールIV、シュペルエタンダールに採用された。他社の機体への採用例としては、ジャギュアとボートゥールがある。

### フランス以外
イギリス/ フランス
- SEPECAT ジャギュア

 イスラエル
- A-4H/Nスカイホーク
- ネシェル
- クフィル
- ラビ

 西ドイツ
- G.91R/3

 南アフリカ共和国
- チーター

 イタリア
- MB-326
- G.91Y

 ブラジル
- エンブラエルA-1